# Agathis microstachya
Agathis microstachya ist eine Pflanzenart aus der Familie der Araukariengewächse (Araucariaceae). Sie ist im nordöstlichen Queensland (Australien) heimisch.

## Beschreibung
Agathis microstachya wächst als immergrüner Baum, der Wuchshöhen von bis zu 50 Metern und Brusthöhendurchmesser von bis über 2,7 Metern erreichen kann. Der gerade Stamm weist keine Verdickung an der Basis auf und verjüngt sich bis zu Krone hin nur wenig. Die grob geschuppte Stammborke ist braun bis graubraun. Die rosafarbene bis braune innere Rinde des Stammes sondert einen milchigen Saft ab und riecht schwach nach Pinen.
Die steifen Blätter weisen eine feine, annähernd parallel zueinander verlaufende Blattaderung auf und sind bei einer Länge von 2 bis 9 Zentimetern sowie einer Breite von 0,5 bis 2,5 Zentimetern linear bis elliptisch geformt. Sie stehen an einem 1 bis 2 Millimeter langen Blattstiel. Die Blätter stehen an den primären Zweigen spiralig und an den sekundären Zweigen gegenständig bis annähernd gegenständig angeordnet. Keimlinge haben Blätter die bei einer Länge von 5 bis 8 Zentimeter und einer Breite von 1,5 bis 2,5 Zentimeter eiförmig-lanzettlich geformt sind und eine spitz zulaufende Spitze haben. Ansonsten ähneln sie den Blättern älterer Bäume.
Agathis microstachya ist einhäusig-getrenntgeschlechtig (monözisch). Die männlichen Blütenzapfen stehen an einem kurzen Stiel oder sind beinahe ungestielt werden 1,1 bis 1,6 Zentimetern lang sowie 0,6 bis 0,8 Zentimetern dick. Sie bestehen aus 400 bis 500 Zapfenschuppen, wobei jede Schuppe zwei bis fünf Mikrosporophylle mit zwei bis fünf Pollensäcken trägt. Die kugeligen bis eiförmigen weiblichen Zapfen sind zur Reife im Dezember 7,5 bis 11,5 Zentimeter lang und 6,5 bis 10 Zentimeter dick. Sie bestehen aus insgesamt 160 bis 210 Zapfenschuppen mit blaugrün gefärbten Spitzen, wobei die größten Schuppen zwischen 2,6 und 3,5 Zentimeter lang und 3,3 bis 4,5 Zentimeter breit werden. Die geflügelten Samenkörner sind herzförmig.

## Vorkommen und Gefährdung
Das natürliche Verbreitungsgebiet von Agathis microstachya umfasst nur die im nordöstlichen Queensland gelegenen Atherton Tablelands und die umgebenden Gebirge. Das Verbreitungsgebiet befindet sich zwischen 17° und 18° südlicher Breite.
Die Art wächst in Regenwäldern in Höhenlagen von 400 bis 1100 Metern. Der Jahresniederschlag liegt je nach Standort zwischen 1400 und 3300 mm und die Temperaturen liegen zwischen 10 °C und 30 °C. Dort wächst Agathis microstachya auf tiefen Lehm- und Tonböden sowie auf Böden, die sich auf unterschiedlichen Silikatgesteinen gebildet haben.
Agathis microstachya wird in der Roten Liste der IUCN als „gering gefährdet“ eingestuft. In der Vergangenheit spielten vor allem Holzschlägerungen eine wichtige Rolle. Die durch Schlägerungen fragmentierten Bestände könnten anfälliger für Waldbrände sein (Unterwuchs). Eingeführte Arten könnten eine Auswirkung auf die Regenerationsrate der Art haben. Der Gesamtbestand von Agathis microstachya gilt als stabil.

## Systematik
Agathis microstachya wird innerhalb der Gattung der Kauri-Bäume (Agathis ) der Sektion Agathis zugeordnet.
Die Erstbeschreibung als Agathis microstachya erfolgte 1916 durch John Frederick Bailey und Cyril Tenison White in Contr. Queensland Fl. Bot. Bull., Band 18, Seite 13.

## Nutzung
Das weiche Holz lässt sich leicht bearbeiten und polieren, ist aber bei Bodenkontakt nicht sehr beständig. Das cremefarbene bis blassbraune Kernholz weist meist unscheinbare Jahresringe auf und hat eine Dichte von rund 480 kg/m³. Es wird zum Bau und in der Tischlerei sowie als Bodenbelag genutzt.